# Kalkkuhl
Kalkkuhl ist ein Ortsteil von Gummersbach im Oberbergischen Kreis im Regierungsbezirk Köln in Nordrhein-Westfalen.

## Geographie
Kalkkuhl liegt nahe der westlichen Stadtgrenze von Gummersbach gut acht Kilometer östlich des Zentrums. Die wenigen Gebäude des Ortes gruppieren sich in lockerer Formation am südlichen Fuß der Nordhelle (390 m ü. NN) im Tal der Gelpe, einem etwa 5,2 km langen Nebenfluss der Leppe.

## Geschichte
Wenngleich die ältere und älteste Geschichte Kalkkuhls nicht durch eindeutige Dokumente belegt werden kann, gilt doch als sicher, dass der Wohnplatz bereits seit sehr langer Zeit besiedelt wurde. Einen Hauptgrund hierfür stellte die offenbar sehr ergiebige Kalklagerstätte dar, woher der Ort auch seinen Namen ableitet.

„Dieser Hof führt seinen Namen von dem vielen Kalckstein, der dort seit undencklichen Jahren ist gebrochen und gebrannt worden.“

Teilweise überregionale Bedeutung erlangte Kalkkuhl aber noch auf einem anderen Gebiet, nämlich dem der Schulbildung. Der Ort stellte mit seiner Lateinschule den schulischen Mittelpunkt des Gelpetals dar. Wohl schon vor dem Dreißigjährigen Krieg, nachweislich ab 1670 wurde hier Unterricht erteilt; zunächst durch den in Personalunion amtierenden Seelsorger, ab dem 15. Oktober 1727 durch einen eigens bestallten Schulmeister. Trotz recht ärmlicher äußerer Umstände – das Fachwerkhaus von 1695, in welchem bzw. ab 1812 in dessen scheunenartigem Anbau der Unterricht in „Buchstabieren, Lesen, Christentum, Schön- und Rechtschreiben, Rechnen, Briefschreiben, Geographie und Gebrauch der Landkarten sowie französische Sprache und Musik“ unterrichtet wurde, existiert noch heute – kamen zeitweilig einige der 20 bis 80 Schüler von weit her und logierten in der Umgebung bei Bauern. Ende 1844 wurde der Unterricht in Kalkkuhl eingestellt, nachdem in den Jahren zuvor immer mehr Schüler nach Hülsenbusch, dem Verwaltungssitz der 1819 gebildeten Gemeinde Gimborn, abgewandert waren.
Der Ort Kalkkuhl gehörte bis 1806 zur Reichsherrschaft Gimborn-Neustadt.
1781 hatte Kalkkuhl 30 Einwohner, 1817 lebten 24 Leute hier; 1974 belief sich die Einwohnerzahl auf nur mehr 12, um bis heute (2008) wieder auf 19 anzusteigen.

## Verkehr
Die Haltestelle von Kalkkuhl wird über die Buslinien 307 (Gummersbach Bf – Berghausen – Lindlar) sowie 316 (Gummersbach Bf – Neuremscheid – Lindlar) angeschlossen.